# Torrejón del Rey
Torrejón del Rey ist eine zentralspanische Kleinstadt und eine Gemeinde mit 6.324 Einwohnern (Stand: 2024) in der Provinz Guadalajara in der Autonomen Gemeinschaft Kastilien-La Mancha.

## Geografie
Die Gemeinde Torrejón del Rey grenzt an die Gemeinden Valdeavero, Fresno de Torote, Ribatejada (in der Provinz Madrid) und an die Gemeinden Galápagos und Valdeaveruelo (in der Provinz Guadalajara). Die maximale Höhe der Gemeinde liegt bei ca. 830 m, die minimale bei ca. 688 m.

## Bevölkerungsentwicklung
| Bevölkerung | Bevölkerung | Bevölkerung | Bevölkerung | Bevölkerung |
| 1900        | 1950        | 1970        | 2001        | 2019        |
| ----------- | ----------- | ----------- | ----------- | ----------- |
| 462         | 504         | 420         | 1460        | 5434        |